# 200002 Hehe
200002 Hehe este un asteroid din centura principală de asteroizi.

## Descriere
200002 Hehe este un asteroid din centura principală de asteroizi. A fost descoperit pe 6 mai 2007 la XuYi în cadrul programului PMO NEO Survey. Asteroidul prezintă o orbită caracterizată de o semiaxă mare de 2,41 ua, o excentricitate de 0,16 și o înclinație de 7,0° în raport cu ecliptica.